# Служилые татары
Служилые татары — этносословная группа татарского населения, входившая в категорию служилых людей. Первоначально формировались из представителей татарской феодальной знати, перешедших на русскую службу из Золотой Орды и татарских ханств, затем, после падения Казанского ханства (1552), из ясачных (вследствие превращения их собственных наделов в поместья), а также живших в отданных им на «кормление» городах (Кашире, Серпухове, Романове, Юрьеве-Польском, Боровске и т. д.).
Несли иррегулярную военную службу. Участвовали в Ливонской войне (1558—1583), военных походах России, охраняли границы. Также служили толмачами, писцами, послами и др. За службу получали земельное, денежное и хлебное жалованье.
Служилые татары сохраняли свою специфическую систему деления и подчинялись своим ханам, мурзам и бекам (князьям). Их конные отряды обычно присоединялись к тем полкам, где в данный момент они были нужны.
В начале XVIII века были переведены в сословие государственных крестьян, приписаны к выполнению лашманской повинности и положены в подушный оклад.
Обладали некоторыми привилегиями в торгово-ремесленных занятиях. В частности казанские слободские татары вместо жалованья имели право торговать, не будучи причисленными к купеческому сословию.

## Территориальные группы
В ряде территорий сложились устойчивые группы служилых татар. В начале назывались по месту проживания и формирования воинских команд. После утверждения российской администрации — по месту службы.

### Мещера
- Касимовские татары
- Темниковские татары
- Кадомские татары
- Шацкие татары
- Арзамасские татары
- Алатырские татары
- Курмышские татары

… пожаловали есьми Алатырскаго города князей и мурз и татар… а их де братье Касимовским, Кадомским, Темниковским, Цненским и Арзамасским князям и мурзам всех городов даны жалованныя тарханныя грамоты, что им опричь нашей службы никаких податей не давати и нам бы их пожаловать велети и им дать нашу жалованную грамоту…

### «Казанское царство»
- Казанские татары
- Свияжские татары
- Каринские татары

### Романов
- Романовские татары

### Кашира
- Каширские татары
- Серпуховские татары

### Юрьев-Польской
- Юрьевские татары

### Казачьи войска
- Мишари и тептяри в Башкиро-мещерякском войске
- Татары-казаки в Оренбургском казачьем войске
- Татары-казаки в Уральском казачьем войске
- Татары-казаки в Сибирском казачьем войске
- Татары-казаки в Донском казачьем войске